# Ashfield-Colborne-Wawanosh
Ashfield-Colborne-Wawanosh – gmina (ang. township) w Kanadzie, w prowincji Ontario, w hrabstwie Huron.
Powierzchnia Ashfield-Colborne-Wawanosh to 597,76 km². Według danych spisu powszechnego z roku 2001 Ashfield-Colborne-Wawanosh liczy 5411 mieszkańców (9,05 os./km²).